# 目出駅
目出駅（めでえき）は、山口県山陽小野田市大字小野田字目出にある、西日本旅客鉄道（JR西日本）小野田線の駅。

## 歴史
有人駅時代は「目出（めで）たい」のごろ合わせから入場券が多く売れ、1974年には37,000枚が売れた。その後いったん沈静化したが、1982年にタイの絵柄のスタンプを押す取り組みを始め、10,000枚が売れた。また、無人化以後も周辺の厚狭駅や居能駅との間の乗車券が縁起のいい語呂合わせ（「あさからめでたい」など）として注目され、記念乗車券が発売されたこともある。

### 年表
- 1915年（大正4年）11月25日：小野田軽便鉄道が小野田駅 - セメント町駅（現・小野田港駅）間で開業した際に設置[2]。
- 1923年（大正12年）6月25日：小野田軽便鉄道が小野田鉄道に社名変更[6]。
- 1943年（昭和18年）4月1日：小野田鉄道国有化[2]。国有鉄道小野田線の駅となる。
- 1947年（昭和22年）10月1日：それまでの小野田線が宇部西線に編入され、当駅もその所属となる[6]。
- 1948年（昭和23年）2月1日：宇部西線が現行の小野田線に改称され、当駅もその所属となる[6]。
- 1983年（昭和58年）3月8日：無人駅化[7]。
- 1984年（昭和59年）：駅舎改築[1]。
- 1987年（昭和62年）4月1日：国鉄分割民営化により西日本旅客鉄道が継承[2]。

## 駅構造
島式ホーム1面2線で交換設備を有する地上駅で、無人駅となっている。下り線東側（雀田寄り）に駅舎があり、ホームと駅舎は構内踏切で繋がる。

### のりば
| ホーム | 路線      | 方向 | 行先                   |
| ------ | --------- | ---- | ---------------------- |
| 駅舎側 | ■小野田線 | 上り | 小野田港・宇部新川方面 |
| 反対側 | ■小野田線 | 下り | 小野田方面             |

※案内上ののりば番号は設定されていない。

## 利用状況
1日の平均乗車人員は以下の通りである。
| 乗車人員推移 | 乗車人員推移 |
| 年度         | 1日平均人数  |
| ------------ | ------------ |
| 1999         | 49           |
| 2000         | 47           |
| 2001         | 31           |
| 2002         | 38           |
| 2003         | 32           |
| 2004         | 29           |
| 2005         | 25           |
| 2006         | 28           |
| 2007         | 27           |
| 2008         | 22           |
| 2009         | 23           |
| 2010         | 16           |
| 2011         | 14           |
| 2012         | 13           |
| 2013         | 11           |
| 2014         | 8            |
| 2015         | 9            |
| 2016         | 10           |
| 2017         | 11           |
| 2018         | 11           |
| 2019         | 11           |
| 2020         | 9            |
| 2021         | 9            |
| 2022         | 8            |

## 駅周辺
- あざかみ美術館
- 松江八幡宮
- 天理教芽出分教会
- 国道190号（小野田バイパス）
- 山口県道223号小野田港線
- サンデン交通・船鉄バス「目出」停留所 - 山口県道223号線沿い
- 有帆川

## 隣の駅
西日本旅客鉄道（JR西日本）
■小野田線
南中川駅 - 目出駅 - 小野田駅